# 트랜스아시아 항공의 운항 노선
아래는 트랜스아시아 항공의 취항지 목록이다.

## 운항 노선
- 중화인민공화국
  - 상하이
    - 상하이 푸둥 국제공항
    - 상하이 훙차오 국제공항

  - 구이양 - 구이양 룽둥바오 국제공항
  - 난닝 - 난닝 우수 국제공항
  - 샤먼 - 샤먼 가오치 국제공항
  - 쉬저우 - 쉬저우 구린 공항
  - 우시 - 순안 샤오펑 국제공항
  - 우한 - 우한 톈허 국제공항
  - 이창 - 이창 싼사 공항
  - 장자제 - 장자제 허화 국제공항
  - 창사 - 창사 황화 국제공항
  - 충칭 - 충칭 장베이 국제공항
  - 톈진 - 톈진 빈하이 국제공항
  - 푸저우 - 푸저우 창러 국제공항
  - 항저우 - 항저우 샤오산 국제공항
  - 허페이 -  허페이 신차오 국제공항
- 마카오
  - 마카오 - 마카오 국제공항
- 일본
  - 도쿄 - 나리타 국제공항
  - 오사카 - 간사이 국제공항
  - 삿포로 - 신치토세 공항
  - 아사히카와 - 아사히카와 공항
  - 오키나와 - 나하 공항
  - 하코다테 - 하코다테 공항
  - 후쿠오카 - 후쿠오카 공항
- 중화민국
  - 타이베이
    - 타이완 타오위안 국제공항 메인 허브
    - 타이베이 쑹산 공항 허브

  - 가오슝 - 가오슝 국제공항
  - 타이중 - 타이중 국제공항
  - 마궁 - 마궁 공항
  - 진먼 - 진먼 공항
  - 화롄 - 화롄 공항
- 태국
  - 방콕 - 수완나품 국제공항
- 캄보디아
  - 시엠립 - 앙코르 국제공항 전세편
- 팔라우
  - 코로르 - 코로르 국제공항 전세편

## 과거 취항지

### 동아시아
- 대한민국
  - 부산 - 김해국제공항
  - 제주 - 제주국제공항
  - 광주 - 광주국제공항
  - 양양 - 양양국제공항
- 중화인민공화국
  - 청두 - 청두 솽류 국제공항
  - 쿤밍 - 쿤밍 창수이 국제공항
- 일본
  - 구시로 - 구시로 공항
  - 오비히로 - 오비히로 공항
  - 이시가키 - 이시가키 공항

### 동남아시아
- 말레이시아
  - 코타키나발루 - 코타키나발루 국제공항
  - 쿠칭 - 쿠칭 국제공항
- 미얀마
  - 양곤 - 양곤 국제공항
- 베트남
  - 하노이 - 노이바이 국제공항
  - 다낭 - 다낭 국제공항
- 싱가포르
  - 싱가포르 - 싱가포르 창이 국제공항
- 인도네시아
  - 수라바야 - 주안다 국제공항
  - 마나도 - 삼 라투랑이 국제공항
- 태국
  - 푸껫 - 푸껫 국제공항
  - 치앙마이 - 치앙마이 국제공항
- 캄보디아
  - 프놈펜 - 프놈펜 국제공항
- 필리핀
  - 마닐라 - 니노이 아키노 국제공항
  - 세부 - 막탄 세부 국제공항
  - 클라크 - 디오스다도 마카파갈 국제공항
  - 라오아그 - 라오아그 국제공항